# Légna
Légna war eine französische Gemeinde mit zuletzt 203 Einwohnern (Stand 1. Januar 2013) im Département Jura in der Region Bourgogne-Franche-Comté. Sie gehörte zum Arrondissement Lons-le-Saunier und zum Kanton Moirans-en-Montagne. Légna ist ein Ortsteil der Gemeinde Valzin en Petite Montagne.
Am 1. Januar 2017 wurde die Gemeinde Légna mit Fétigny, Chatonnay und Savigna zur neuen Gemeinde Valzin en Petite Montagne zusammengeschlossen.

## Geographie
Zur Gemeinde Légna gehörte der nordöstlich gelegene Weiler Montedroit, der weitgehend von Fétigny umgeben ist.
Die Nachbargemeinden waren Fétigny im Norden, Cernon im Westen, Arinthod im Süden und Savigna im Westen.

## Bevölkerungsentwicklung
| 1962 | 1968 | 1975 | 1982 | 1990 | 1999 | 2008 | 2013 |
| ---- | ---- | ---- | ---- | ---- | ---- | ---- | ---- |
| 205  | 188  | 177  | 187  | 156  | 149  | 184  | 203  |

## Sport
Im Jahr 2023 führte die Tour de France auf der 19. Etappe durch Légna. Auf der D3 wurde mit der Côte du Bois de Lionge (686 m) eine Bergwertung der 4. Kategorie abgenommen. Diese sicherte sich der Kasache Alexei Luzenko.